# Giulietta Masina
Giulia Anna (Giulietta) Masina (22. veljače 1921. – 23. ožujka 1994.) bila je talijanska filmska glumica i supruga redatelja Federica Fellinija.
Rođena je u San Giorgio di Piano, od oca Gaetana Masine, violiniste, i majke Anne Flavie Pasqualin, učiteljice. Masina je prvo počela studirati književnost ali se kasnije počela baviti glumom. Dok je bila na sveučilištu u Rimu pridružila se dramskoj grupi a kasnije se prijavila i u Ateneo Theatre Grupu.
I prije 1943. Masinu su primijetili kao radio glumicu i dobila je ulogu Pauline u Cico e Pallina, radio seriji o mladom bračnom paru koju je napisao Fellini. Uskoro su se, 30 listopada 1943., ona i Fellini vjenčali. Nekoliko mjeseci nakon vjenčanja Masina je pala niz stepenice i imala spontani pobačaj, a u ožujku 1945. rodila je Pierfederico (koji je imao nadimak Federichino) ali je i on preminuo mjesec dana kasnije.
Masinino prvo značajno filmsko ostvarenje je bio film Bez sažaljenja snimljen 1948. s Johnom Kitzmillerom. Nakon nekoliko filmova dobila je i nagradu filmskog festivala u Cannesu za najbolju glumicu za glavnu ulogu u filmu Cabirijine noći. Glumila je prostitutku koja trpi životne tragedije i prihvata ih dječjom nevinošću. Zapaženu ulogu ostvarila je i u filmu Ulica 1954. godine.
Umrla je sa 73 godine, nekoliko mjeseci nakon smrti svoga muža. Sahranjeni su zajedno na groblju Rumini, a njen grob je označen spiralnim monumentom kojeg je dizajnirao Arnaldo Pomodoro.

## Vanjske poveznice
- Giulietta Masina u internetskoj bazi filmova IMDb-u (engl.)
- Giulietta Masina, na internetskoj stranici RAI-ja.